# Oropallene dimorpha
Oropallene dimorpha là một loài nhện biển trong họ Callipallenidae. Loài này thuộc chi Oropallene. Oropallene dimorpha được miêu tả năm 1898 voor het eerst wetenschappelijk bởi Hoek.